# Чарнок, Марк
Марк Чарнок (родился 28 августа 1968 года) — английский актёр, известный своей ролью Марлона Дингла в фильме «Эммердейл», которую он играет с 1996 года. Чарнок и его партнер по фильму Доминик Брант продюсируют ежегодный фестиваль фильмов о зомби в кинотеатре Leeds Cottage Road.

## Ранние годы
Родился 28 августа 1968 года, получил образование в школе Canon Slade, университете Халла и Академии драматического искусства Уэббера Дугласа. Вместе с коллегой по фильму «Эммердейл» Домиником Брантом он организовал первый в истории фестиваль зомби 20 апреля 2008 года.

## Карьера
Телевизионный дебют состоялся в 1992 году, когда он сыграл Дуэйна в эпизоде «2point4 Children».
В 1993 году появился в роли адвоката в комедии «Наблюдение», а затем снялся вместе с Дереком Якоби в «Кадфаэле» (1994—1997).
В 1993 и 1995 годах появился в двух эпизодах мыльной оперы «Coronation Street».
В 1996 году получил роль Марлона Дингла в «Эммердейле».
В 2004 году получил награду за лучшее мужское драматическое исполнение на церемонии вручения наград The British Soap Awards.